# Horia (Constanța)
Pour l’article homonyme, voir Horia.
Horia est une commune du județ de Constanța en Roumanie.